# Maria Callist Soosa Pakiam

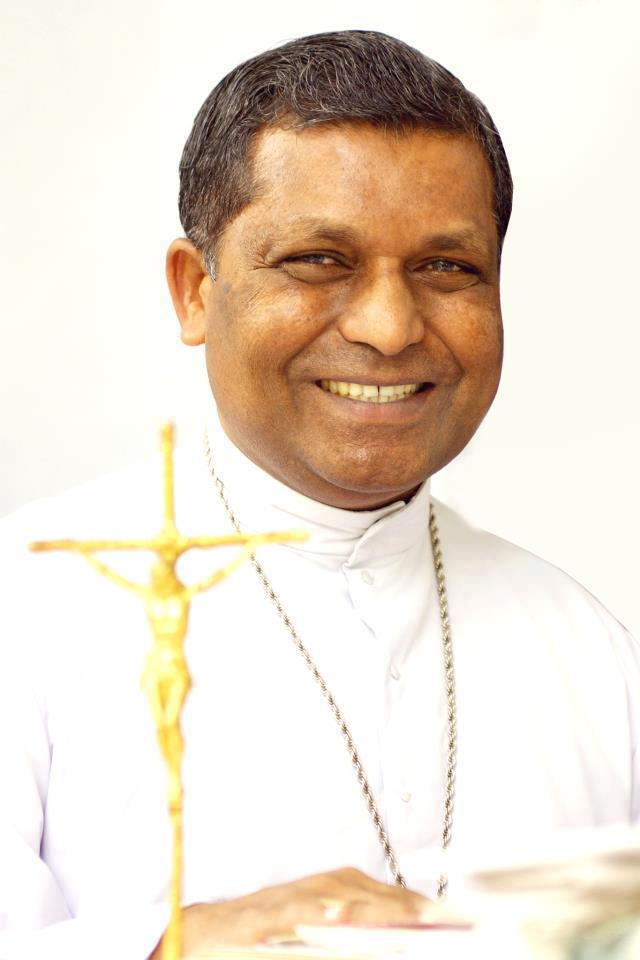
Maria Callist Soosa Pakiam, 2000

Maria Callist Soosa Pakiam (* 11. März 1946 in Marthandonthura) ist ein indischer Geistlicher und emeritierter römisch-katholischer Erzbischof von Trivandrum.

## Leben
Maria Callist Soosa Pakiam empfing am 20. Dezember 1969 die Priesterweihe.
Papst Johannes Paul II. ernannte ihn am 10. November 1989 zum Koadjutorbischof von Trivandrum. Der Erzbischof von Verapoly, Cornelius Elanjikal, spendete ihm am 2. Februar des nächsten Jahres die Bischofsweihe; Mitkonsekratoren waren Leon Augustine Tharmaraj, Bischof von Kottar, und Joseph Gabriel Fernandez, Bischof von Quilon.
Nach dem Rücktritt Benedict Jacob Acharuparambils OFMCap folgte er diesem am 31. Januar 1991 im Amt des Bischofs von Trivandrum nach. Mit der Erhebung zum Erzbistum am 17. Juni 2004 wurde er zum Erzbischof von Trivandrum ernannt und am 23. August 2004 in das Amt eingeführt.
Am 2. Februar 2022 nahm Papst Franziskus das von Maria Callist Soosa Pakiam aus Altersgründen vorgebrachte Rücktrittsgesuch an.
Maria Callist Soosa Pakiam ist Vorsitzender der Bibelkommission der Kerala Catholic Bible Society der Bischofskonferenz von Kerala (Kerala Catholic Bishops’ Council (KCBC)).